# Lecane sylviae
Lecane sylviae är en hjuldjursart som beskrevs av Segers 1993. Lecane sylviae ingår i släktet Lecane och familjen Lecanidae. Inga underarter finns listade i Catalogue of Life.